# Sant Jaume de la Boixadera dels Bancs
Sant Jaume de la Boixadera dels Bancs, o Sant Jaume dels Bancs, és una església de culte catòlic situada a l'enclavament de Comaposada, a la parròquia de Correà, al municipi de Montmajor, el Berguedà, al límit territorial amb Navès, a prop de la riera de Tentellatge. El temple és ha estat considerat patrimoni immoble, en la tipologia d'edifici, és de titularitat privada i és utilitzat. No està protegit i està en un bon estat de conservació.

## Ubicació
L'església de Sant Jaume dels Bancs està situat a l'enclavament de Comaposada, a la parròquia de Correà, a prop del límit amb el municipi de Navès i de la riera de Tentellatge. Per arribar-hi, cal prendre una pista al km 134 de la carretera C-26, entre Berga i Solsona, a l'alçada de l'Hostal Majoral.

## Descripció
Sant Jaume dels Bancs és una petita església que té una sola nau i està coberta amb una volta de canó de pedra a plec de llibre enguixada i amb una teulada exterior amb dues vessants feta amb teula àrab. Els murs del temple són llisos i no estan ornamentats.

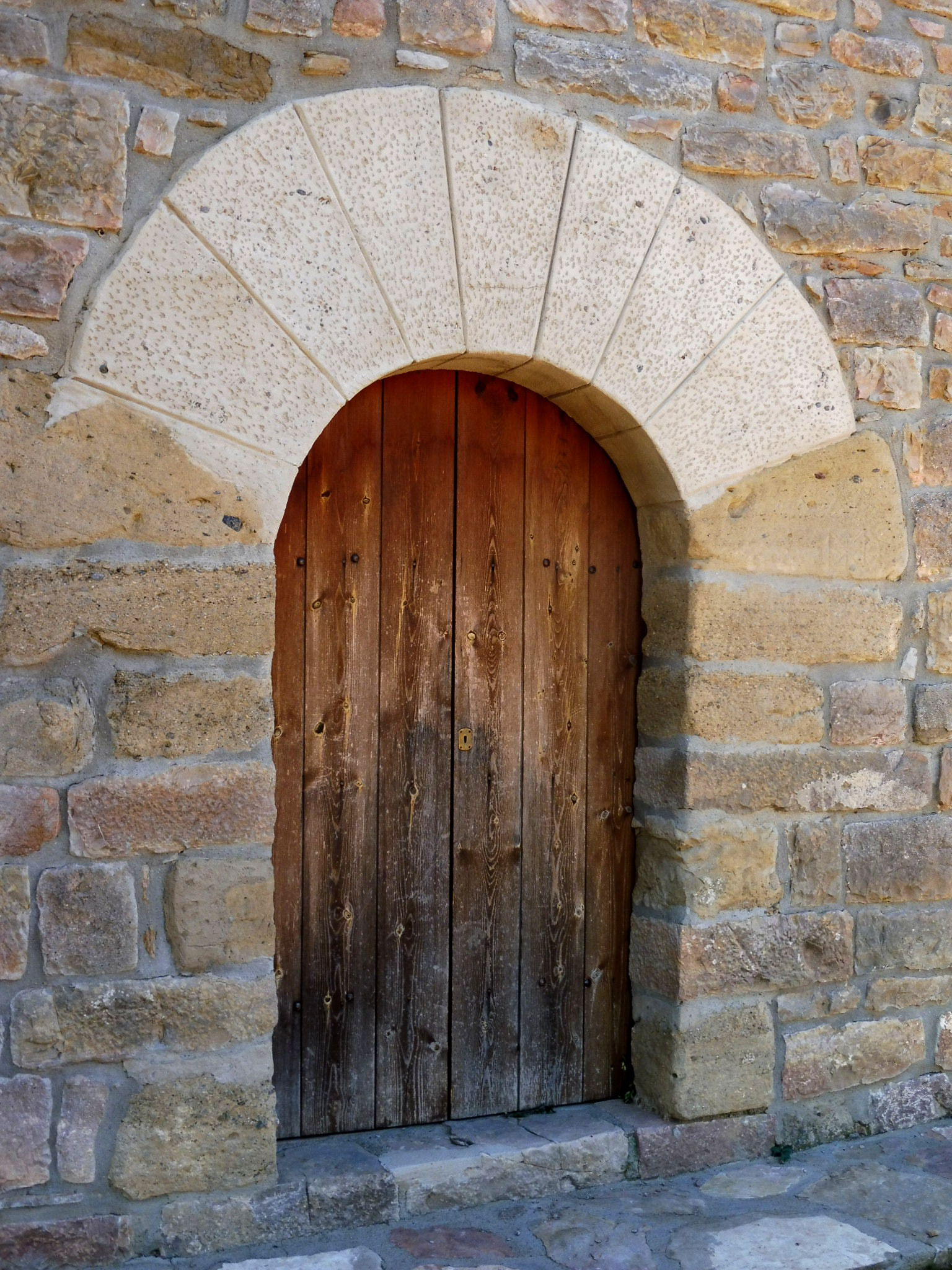
Portada

 A la façana principal, sobre la porta, només hi ha un petit ull de bou circular i una finestra quadrada tapiada al costat meridional. La porta està a la banda occidental de l'església i està feta amb grans dovelles que formen un arc de mig punt. Al capdamunt de la façana principal hi ha un gran campanar d'espadanya amb dos ulls. En el mur septentrional hi ha dos contraforts. Hi havia un absis semicircular que ha desaparegut del que només en resten els fonaments.

## Història
L'església no té prou dades concretes que permetin refer-ne la seva cronologia, però la seva estructura ens mostra un edifici romànic antic. Tot i que anteriorment fou una església sufragània de Sant Serni del Cint, actualment depèn de la parròquia de Montmajor. Hi ha cases de la zona de Boixadera que són de Correà i de Tentellatge.
A principis del segle XXI es va reconstruir la casa perquè s'havia esfondrat a la dècada de 1980.